# Jordan (imię)
Jordan – imię męskie pochodzenia biblijnego. Wywodzi się od nazwy rzeki Jordan, w której chrzcił święty Jan Chrzciciel. Imię stało się popularne w Europie od czasów wypraw krzyżowych, kiedy to chrzczono dzieci w wodzie z Jordanu, na pamiątkę nadając także to imię. Po hebrajsku hay-Yarden oznacza „płynący w dół”, „obniżający się”.
Żeńska forma: Jordana
Jordan imieniny obchodzi 13 lutego, 15 lutego, 6 marca.

## Osoby noszące imię Jordan
- Jordan – pierwszy biskup katolicki Polski
- Jordan Ansalone − włoski dominikanin, misjonarz, męczennik, święty katolicki
- Giordano Bruno – włoski filozof, dominikanin, humanista, poeta
- Jordan Carter − amerykański raper (Playboi Carti)
- Jordan Veretout – francuski piłkarz grający w Serie A.
- Jordan Farmar − amerykański koszykarz grający w lidze NBA
- Jordan Mechner − amerykański programista gier
- Jordan Nichrizow − bułgarski polityk
- Jordan Peterson − kanadyjski psycholog
- Jordan Radiczkow − bułgarski pisarz
- Zygmunt Stojowski, właśc. Zygmunt Denis Antoni Jordan de Stojowski − polski pianista i kompozytor
- Tadeusz Jordan Rozwadowski − polski dowódca wojskowy, Feldmarschalleutnant Cesarskiej i Królewskiej Armii, generał broni Wojska Polskiego.